# Hubafalva
Hubafalva (szlovákul Hubina) község Szlovákiában, a Nagyszombati kerületben, a Pöstyéni járásban.

## Fekvése
Pöstyéntől 5 km-re északkeletre fekszik. Zsáktelepülés.

## Története
1353-ban említik először.
Vályi András szerint "HUBINA. Tót falu Nyitra Várm. földes Urai Motesiczky, és több Urak, lakosai katolikusok, fekszik Vág vize mellett, Pöstyénhez fél mértföldnyire, Moravánnak filiája, határja jó."
Fényes Elek szerint "Hubina, tót falu, Nyitra vmegyében, közel a Vágh bal partjához: 472 kath., 58 zsidó lak. – Sok gyümölcs és erdő. F. u. a temetvényi uradalom. Ut. p. Galgócz."
A trianoni békeszerződésig Nyitra vármegye Pöstyéni járásához tartozott.

## Népessége
| Év:            | 1994. | 2004.   | 2014.   | 2024.   |
| -------------- | ----- | ------- | ------- | ------- |
| Emberek száma: | 516   | 480     | 491     | 533     |
| Eltérés:       |       | -6,97 % | +2,29 % | +8,55 % |

| Év:            | 2023. | 2024.   |
| -------------- | ----- | ------- |
| Emberek száma: | 513   | 533     |
| Eltérés:       |       | +3,89 % |

1910-ben 750, túlnyomórészt szlovák lakosa volt.
2001-ben 502 lakosából 498 szlovák volt.
2011-ben 499 lakosából 483 szlovák.

## Külső hivatkozások
- Hivatalos oldal
- Községinfó
- Hubafalva Szlovákia térképén
- Travelatlas.sk